# Автобиография Бенджамина Франклина
Автобиография Бенджамина Франклина — традиционное название незаконченного рассказа о собственной жизни, написанного Бенджамином Франклином с 1771 по 1790 гг.; однако Франклин, по-видимому, назвал произведение «Мемуары». Несмотря на мучительную историю публикации после смерти Франклина, это сочинение стало одной из наиболее известных и влиятельных автобиографий.
Рассказ Франклина о собственной жизни разделён на 4 части, отражающие различные периоды жизни. Между первыми тремя частями повествования есть фактические перерывы, но повествование третьей части продолжается в 4-й без авторского перерыва.
Во «Введении» к публикации «Автобиографии» 1916 г. редактор Ф. В. Пайн написал, что биография Франклина представляет собой «замечательнейшую из всех замечательных историй наших людей, добившихся успеха своими руками», и Франклин — величайший образец этого.

## Краткое содержание

### Первая часть
Первая часть автобиографии адресована сыну Франклина Уильяму, являвшемуся на то время (1771 г.) королевским губернатором штата Нью-Джерси. Находясь в Англии в поместье епископа Святого Асафа в Твайфорде, Франклин, которому было 65 лет, начинает с того, что его сыну, возможно, будет приятно узнать про случаи из жизни отца; поэтому, имея неделю досуга, он начинает записывать их для Уильяма. Он начинает с анекдотов про своего дедушку, дядей, отца и матери. Он рассказывает о своем детстве, о любви к чтению и о том, как был подмастерьем у своего брата Джеймса Франклина, бостонского типографа и издателя New-England Courant. Улучшив сочинительские навыки благодаря изучению «Спектейтора» Джозефа Аддисона и сэра Ричарда Стила, он сочиняет анонимную статью и подсовывает её ночью под дверь типографии. Не зная, кто её автор, Джеймс и друзья хвалят статью, и она публикуется в Courant, что и побуждает Бена писать больше сочинений, а именно эссе под именем «Silence Dogood». Когда Бен раскрывает собственное авторство, то Джеймс злится, полагая, что признание его сочинение сделает Бена слишком тщеславным. У Джеймса и Бена начинаются ссоры, и Бен ищет способа сбежать с работы под руководством Джеймса.
В конце концов у Джеймса возникают проблемы с колониальной ассамблеей, которая на какое-то время заключила его в тюрьму, а затем запретила ему публикацию газеты. Джеймс с друзьями придумывают уловку, когда «Courant» должен выходить под именем Бенджамина Франклина, хотя Джеймс по-прежнему будет контролировать всю ситуацию. Джеймс расторгает документы Бена об ученичестве, но выписывает новые документы о частном договоре, которые Бен должен подписать, и согласно которым Бен будет обеспечен работой до конца оговорённого времени. Но когда между братьями возникли новые разногласия, Бен ушёл от Джеймса, справедливо рассудив, что Джеймс не посмеет предъявить документы о секретном договоре. («Было бы несправедливо с моей стороны воспользоваться этим Преимуществом», — комментирует Франклин, «и поэтому я считаю это одной из первых Errata (ошибок) моей жизни»). Однако Джеймс не позволяет Бену находить работу где-либо ещё в Бостоне. Пробравшись на корабль без ведома отца и брата, Бен направляется в Нью-Йорк, но печатник Уильям Брэдфорд не может его нанять; однако он говорит Бену, что тот мог бы пригодиться его сыну Эндрю, филадельфийскому типографу, так как один из главных сотрудников сына только что умер.
Когда Бен добирается до Филадельфии, Эндрю Брэдфорд уже заменил своего сотрудника, однако он направляет Бена к Сэмюэлю Кеймеру, другому печатнику в том городе, который может дать ему работу. Губернатор, сэр Уильям Кит, обращает внимание на Франклина и предлагает ему заняться своим бизнесом. По рекомендации Кита Франклин едет в Лондон за расходными материалами для печати, но приехав, он обнаруживает, что Кит не написал ему обещанного рекомендательного письма и что «никто из знавших его никак не зависел от него». Франклин находит работу в Лондоне, пока не появляется возможность вернуться в Филадельфию помощником Томаса Денема, торговца-квакера; но когда Денем заболевает и умирает, то Бенджамин возвращается управлять магазином Кеймера. Вскоре Кеймер понимает, что заработная плата Франклина слишком высокая, и он провоцирует ссору, из-за которой последний и уходит. В этот момент его коллега, Хью Мередит, предлагает Франклину создать с ним партнёрство чтобы открыть свою типографию; она субсидируется за счёт средств отца Мередита, хотя большую часть работы выполняет Франклин, так как Мередит не очень хорошо работает с прессом и любит выпивать.
Они начинают бизнес и планируют открыть газету, однако когда Кеймер узнает об их плане, он спешит издать собственную газету Pennsylvania Gazette. Это издание просуществовало менее года, прежде чем Франклин не выкупил газету у Кеймера и не сделал её «чрезвычайно прибыльной» (extremely profitable). (The Saturday Evening Post как раз и ведёт начало от Pennsylvania Gazette Франклина). Партнёрство также становится печатником для ассамблеи Пенсильвании. Когда отец Хью Мередита испытывает финансовые трудности и не может продолжать поддерживать это партнёрство, два друга по отдельности предлагают одолжить Франклину деньги, необходимые для продолжения бизнеса; их союз мирно распадается, поскольку Мередит уезжает в Северную Каролину, а Франклин берёт с друга половину необходимой суммы, продолжая вести бизнес от своего имени. В 1730 г. он женится на Деборе Рид, а после этого с помощью Хунты составляет предложения для Библиотечной компании Филадельфии. На этом первая часть обрывается, и в записке Франклина отмечается, что «Дела революции вызвали перерыв».

### Часть вторая
Вторая часть начинается с 2 писем, полученных Франклином в начале 1780-х гг., когда он пребывал в Париже, и побудивших его продолжить Автобиографию, первую часть которой прочитали оба корреспондента. (Хотя Франклин и не пишет об этом, но после написания первой части произошёл разрыв с сыном Уильямом, так как отец занял сторону революционеров, а сын остался верен британской короне). В Пасси, пригороде Парижа, Франклин начинает вторую часть в 1784 г., давая более подробный рассказ о плане публичной библиотеки. Затем он обсуждает свой «смелый и трудный проект достижения нравственного совершенства», перечисляя 13 добродетелей, которые он желает усовершенствовать в себе. Он создаёт книгу со столбцами для каждого дня недели, отмечая свои пороки напротив каждой добродетели чёрными пятнами. Из этих добродетелей он замечает, что порядок ему поддерживать труднее всего. В конце концов он понимает, что совершенства не достичь, однако попытка заставляет его чувствовать больше счастья.

### Часть третья
Начиная с августа 1788 г., когда Франклин вернулся в Филадельфию, автор говорит, что не сможет использовать бумаги так часто, как он ожидал, ведь многие из них были потеряны во время недавней войны за независимость. Однако он нашёл и процитировал пару сохранившихся сочинений 1730-х гг. Один из них — это «Субстанция планируемого Символа веры», состоящая из того, что он полагали «Сущностями» всех религий в тот момент. Он задумал её как основу предполагаемой секты, но, по словам Франклина, не стал заниматься этим проектом.
В 1732 г. Франклин впервые публикует свой «Альманах бедного Ричарда», который становится очень успешен. Он также продолжает печатать свою прибыльную газету. В 1734 г. проповедник по имени преп. Сэмюэл Хемфилл прибывает из графства Тирон, Ирландия; Франклин поддерживает его и пишет от его имени памфлеты. Однако кто-то узнаёт, что Хемфилл заимствовал части проповедей у других людей. Однако Франклин объясняет это, говоря, что предпочёл бы слушать хорошие проповеди, взятые у других, чем плохие проповеди, сочинённые известным человеком.
Франклин изучает языки, примиряется с братом Джеймсом и теряет 4х-летнего сына из-за оспы. Клуб Франклина, Хунта, разрастается и распадается на дочерние клубы. Франклин становится клерком Генеральной Ассамблеи в 1736 г., таким образом, впервые начав заниматься политикой, а в следующем году становится контролёром генерального почтмейстера, что облегчает получение отчётов и подписку на его газету. Он предлагает улучшить правила городской охраны и пожарной безопасности.
Прославленный проповедник Джордж Уайтфилд прибывает в 1739 г., и, несмотря на значительные различия в их религиозных убеждениях, Франклин помогает Уайтфилду, печатая его проповеди и журналы и размещая его в собственном доме. По мере достижения Франклином успеха, он предоставляет капитал нескольким рабочим для того чтобы они открыли свои типографии в других колониях. Он делает дальнейшие предложения для общественного блага, в том числе и для защиты Пенсильвании, которые заставляют его бороться с пацифистской позицией квакеров.
В 1740 г. он изобретает печь Франклина, отказываясь от патента на устройство, потому что оно предназначалось «для народного блага». Он предлагает создать академию, открывающуюся после того, как на неё собираются деньги по подписке, и она расширяется настолько, что для неё приходится строить новое здание. Франклин получает другие государственные должности (член городского совета, олдермен, горожанин, мировой судья) и помогает заключить договор с индейцами. Помогая доктору Томасу Бонду основать больницу, он помогает вымостить улицы Филадельфии и составляет предложение для доктора Джона Фозергилла осуществить то же самое и в Лондоне. В 1753 г. Франклин становится заместителем генерального почтмейстера.
В следующем году, когда ожидается война с французами, представители ряда колоний, включая Франклина, встречаются с индейцами ради обсуждения обороны; Франклин в это время оформляет предложение объединить колонии, но оно не принимается. Генерал Брэддок прибывает с 2 полками, и Франклин помогает ему обезопасить фургоны и лошадей, однако генерал отказывается принять предупреждение Бенджамина об опасности со стороны враждебных индейцев во время запланированного похода Брэддока на Фронтенак (ныне Кингстон, Онтарио). Когда войска Брэддока впоследствии подвергаются нападению, генерала смертельно ранят, а его войска бросают свои припасы и бегут.
На основе предложения Бенджамина Франклина формируются вооружённые силы, и губернатор просит его взять на себя командование северо-западной границей. Со своим сыном в качестве адъютанта Франклин направляется в Гнаденхат, собирая людей для армии и занимаясь постройкой фортов. Вернувшись в Филадельфию, его избирают полковником полка; его офицеры чествуют его, лично сопровождая из города. Это внимание оскорбляет владельца колонии Томаса Пенна, сына Уильяма Пенна, когда некто пишет ему письмо, после чего владелец жалуется английскому правительству на Франклина.
Теперь в «Автобиографии» обсуждается «Взлёт и развитие философской репутации [Франклина]». Он начинает эксперименты с электричеством и пишет о них письма, которые издаются в Англии отдельной книгой. Описание Франклином его экспериментов переведено на французский язык, и аббат Нолле, оскорблённый тем, что сочинение ставит под сомнение его собственную теорию электричества, публикует свою книгу писем с нападками на Франклина. Отказываясь отвечать на том основании, что любой может воспроизвести и таким образом подтвердить его эксперименты, Франклин видит, как другой французский автор опровергает Нолле, и по мере того, как книга Франклина переводится на другие языки, его взгляды постепенно принимаются разными людьми, а взгляды Нолле отвергаются. Франклин также избирается почётным членом Королевского общества.
Приезжает новый губернатор, однако споры между собранием и губернатором продолжаются. (Поскольку колониальные губернаторы обязаны выполнять инструкции, данные собственником колонии, между законодательным органом и губернатором и собственником продолжается борьба за власть). Собрание готово отправить Франклина в Англию с петицией к королю против губернатора и собственника, но тем временем от имени английского правительства прибывает лорд Лаудон для урегулирования разногласий. Тем не менее, Франклин отправляется в Англию в сопровождении сына после остановки в Нью-Йорке и безуспешной попытки получить от Лаудона компенсацию за потраченные им средства во время службы в вооружённых силах. Они прибывают в Англию 27 июля 1757 года.

### Часть четвертая
Написанная где-то между ноябрем 1789 г. и смертью Франклина 17 апреля 1790 г., эта часть книги очень краткая. После того как Франклин и его сын прибывают в Лондон, доктор Фотергилл советует тому, как лучше отстаивать своё дело от имени колоний. Франклин посещает лорда Гренвилля, президента Тайного совета короля, утверждающего, что король является законодателем колоний. Затем Франклин встречается с владельцами (переключение на множественное число принадлежит Франклину, так что, очевидно, в этом участвуют и другие, помимо Томаса Пенна). Но соответствующие стороны далеки от соглашения. Владельцы просят Франклина написать обобщённые жалобы колонистов; когда он это делает, их поверенный из соображений личной неприязни задерживает ответ. Спустя год владельцы наконец ответили собранию, назвав обобщение «надуманным оправданием их поведения». Во время этой задержки собрание убедило губернатора принять закон о налогообложении, и Франклин защищает данный закон в английском суде, чтобы он смог получить королевское согласие. Хотя собрание и благодарит Франклина, собственники, разгневанные на губернатора, прогоняют его и угрожают судебным иском против него; в последнем предложении Франклин говорит нам, что губернатор «презрел угрозы, и они никогда не были исполнены».

## Авторство и история публикации

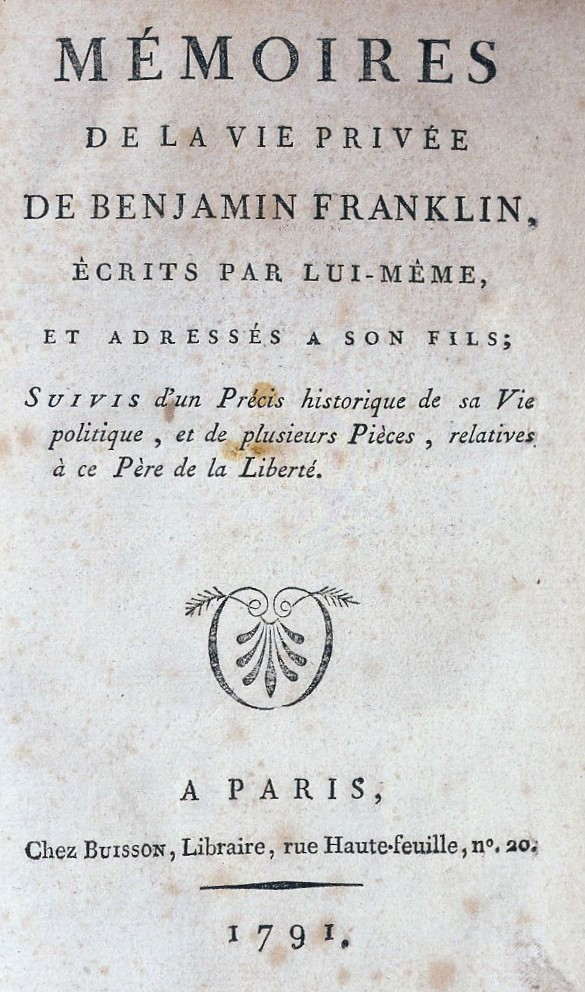
Титульный лист оригинального издания автобиографии на французском языке.

Несмотря на то, что Франклин писал составные части своей автобиографии по отдельности и в течение ряда десятилетий, он намеревался построить композицию текста как единое произведение. По словам редакторов JA Leo Lemay и PM Zall, Франклин начал писать первую часть автобиографии в июле или августе 1771 г., когда он, скорее всего, также сочинил и набросок всего сочинения. Более 10 лет спустя, в 1782 г., ведущий филадельфийский торговец Абель Джеймс побудил Франклина продолжить написание автобиографии. В письме Франклину, которое в конечном итоге и было включено в автобиографию, Джеймс писал о произведении:
«если же ты еще не написал продолжения, то теперь ты с этим не замедлишь. Жизнь скоротечна, как говорил нам проповедник; и что скажут люди, если добрый, гуманный и доброжелательный Бен Франклин не оставит своим друзьям и всем людям столь приятного и назидательного сочинения; сочинения, каковое было бы интересно и полезно не только нескольким друзьям, но миллионам людей».
Впоследствии Франклин завершил 2ю часть, живя во Франции в 1784 г. Часть 3 была написана в 1788—1789 гг., после того как Франклин вернулся в Соединённые Штаты, а часть 4 была написана уже больным Франклином в последние годы жизни.
Автобиография не публиковалась при жизни Франклина. В 1791 г. вышло первое издание на французском, а не на английском языке, под названием Mémoires de la vie privée de Benjamin Franklin, изданное в Париже. Этот перевод только первой части был основан на искажённой расшифровке рукописи Франклина, сделанной прежде её редакции. Затем французский перевод был повторно переведён на английский язык в двух лондонских изданиях 1793 г., а одно из них послужило основой для повторного перевода на французский язык в 1798 г. в издании, которое тоже включало фрагмент 2й части.
Первые 3 части «Автобиографии» были впервые опубликованы вместе (на английском языке) внуком Франклина, Уильямом Темплом Франклином, в Лондоне в 1818 г. в первом томе «Воспоминаний о жизни и сочинениях Бенджамина Франклина». У. Т. Франклин не включил 4ю часть, потому что ранее он обменял оригинальную рукописный автограф Автобиографии на копию, содержавшую только первые 3 части. Кроме того, он не стеснялся вносить неавторитетные стилистические изменения в автобиографию деда и иногда следовал переведённым и вновь переведённым версиям, упомянутым выше, а не исходному тексту Бена Франклина.
Текст У. Т. Франклина был стандартной версией «Автобиографии» в течение полувека, пока Джон Бигелоу не приобрёл оригинальную рукопись во Франции и в 1868 г. не опубликовал самый надёжный из когда-либо появлявшихся текстов, включая и первую английскую публикацию 4й части. В XX в. важные издания Макса Ферранда и сотрудников Хантингтонской библиотеки в Сан-Марино, Калифорния (Benjamin Franklin’s Memoirs: Parallel Text Edition, 1949) и Леонарда В. Лабари (1964 г., часть издания Yale University Press)«The Papers of Benjamin Franklin») улучшили точность Бигелоу. В 1981 г. Дж. А. Лео Лемей и П. М. Залл выпустили «The Autobiography of Benjamin Franklin: A Genetic Text», пытаясь показать все исправления и отмены в рукописи автографа. Это наиболее точное издание из всех до сих пор опубликованных послужило основой для «Benjamin Franklin’s Autobiography: A Norton Critical Edition» и текста этой автобиографии, напечатанного в издании «Сочинений Франклина» издательства Американской библиотеки.
Автобиография Бенджамина Франклина также стала первой в истории полнометражной аудиокнигой, которую озвучил актёр Майкл Рай и выпустил в 1969 году.

## Реакции на произведение
Во введении Фрэнка Вудворта Пайна к изданию Генри Холта и компании 1916 г. Пайн написал, что «Автобиография Франклина» представляет собой «самую замечательную из всех замечательных историй наших self-made men», а Франклин является величайшим образцом «человека, сделавшего себя самостоятельно»".
Franklin is a good type of our American manhood. Although not the wealthiest or the most powerful, he is undoubtedly, in the versatility of his genius and achievements, the greatest of our self-made men. The simple yet graphic story in the Autobiography of his steady rise from humble boyhood in a tallow-chandler shop, by industry, economy, and perseverance in self-improvement, to eminence, is the most remarkable of all the remarkable histories of our self-made men. It is in itself a wonderful illustration of the results possible to be attained in a land of unequaled opportunity by following Franklin's maxims.
Автобиография Франклина получила широкую похвалу как за историческую ценность — рассказ очень важного из первых американцев, так и за литературный стиль. Её часто считают первой американской книгой, которую европейцы всерьёз восприняли как именно литературу. Уильям Дин Хауэллс в 1905 г. утверждал, что «автобиография Франклина — одна из величайших автобиографий в литературе, и она возвышается над другими автобиографиями так же, как и Франклин возвышался над другими людьми». К 1860-м гг. использование Автобиографии и её описания трудолюбия Франклина и неустанного самосовершенствования широко распространилось как образчик для юношества. Настолько, что Марк Твен написал эссе, где шутливо критиковал Франклина за то, что он «с тех пор причинил страдания миллионам мальчиков, чьи отцы читали пагубную биографию Франклина». В 1923 г. Д. Г. Лоуренс сочинил известную инвективу против «middle-sized, sturdy, snuff-coloured Doctor Franklin», обнаруживая недостатки в попытках Франклина создать заповеди добродетели и совершенствовать себя.
Многие другие читатели сочли тональность произведения тщеславной, много отсылок на всеобщее уважение, которым, по утверждениям Франклина, он пользовался практически на протяжении всей жизни и везде. Многократные, весьма конкретные ссылки Франклина на его собственную погоню за деньгами отпугнули многих читателей.